# Dave Versteeg
Dave Versteeg (Leiden, 27 maart 1976) is een voormalig Nederlands shorttracker en huidig shorttrack- en schaatscoach. Hij nam in 1998 deel aan de Olympische Spelen, maar won hierbij geen medailles.
In 1998 won hij zilver tijdens het Europees kampioenschap shorttrack en reed hij in Bormio (Italië) een wereldrecord op de 500 meter. In 2002 en 2003 werd hij respectievelijk tweede en derde op de 500 meter tijdens het EK. In 1998, 1999, 2000 en 2002 behaalde hij viermaal de nationale titel. In 2005, tijdens zijn laatste seizoen, werd hij met het Nederlands aflossingsteam tweede op het Europees kampioenschap in Turijn.
Aan het einde van dit seizoen stopte hij als actief shorttracker, waarna hij aan de slag ging als assistent-bondscoach van de door John Monroe geleide Nationale trainingselectie. Anno 2011 was Versteeg coach van de opleidingsploeg en Jong Oranje. In 2024 stapte hij over van het KNSB Talent Team Noord naar Team Essent.
Hij is aangesloten bij de Delftse Kunstijsbaan Vereniging.

## Titels
- Nederlands kampioen shorttrack – 1998, 1999, 2000, 2002

## Persoonlijke records
| Afstand    | Tijd     | Datum      | Baan    | Land |
| ---------- | -------- | ---------- | ------- | ---- |
| 500 meter  | 42.347   | 28-03-1998 | Bormio  | ITA  |
| 1000 meter | 1:28.331 | 14-10-2001 | Calgary | CAN  |
| 1500 meter | 2:17.323 | 12-10-2001 | Calgary | CAN  |
| 3000 meter | 5:00.923 | 23-01-2000 | Bormio  | ITA  |

Team Essent
Angel Daleman · Sijmen Egberts · Jarle Gerrits · Isabel Grevelt · Freek van der Ham · Sanne in 't Hof · Chloé Hoogendoorn · Chris Huizinga · Kars Jansman · Selma Poutsma · Merijn Scheperkamp · Suzanne Schulting · Tijmen Snel · Beau Snellink · Remco Stam · Meike Veen · Mathias Vosté · Joep Wennemars
Coaches: Sicco Janmaat · Ben Jongejan · Jac Orie · Dave Versteeg